# Revolta dos Sargentos
A Revolta dos Sargentos foi uma rebelião promovida em Brasília por cabos, sargentos e suboficiais, sobretudo da Força Aérea e da Marinha do Brasil, em 12 de setembro de 1963. Insurgindo-se contra a decisão do Supremo Tribunal Federal (STF) de reafirmar a inelegibilidade de suas patentes para os órgãos do Poder Legislativo, rebeldes chegaram a capturar partes da cidade, um ministro do STF e o presidente em exercício da Câmara dos Deputados, mas após algumas horas renderam-se às forças legalistas.
Os movimentos de praças (baixas patentes) das Forças Armadas haviam lançado vários sargentos como candidatos nas eleições de 1962, mas esbarraram nas ambiguidades da Constituição de 1946 a respeito de seu direito de concorrer. Sua resposta foi um "protesto armado", embora o líder, o sargento Antônio Prestes de Paula, também tivesse pretensões revolucionárias. A princípio os rebeldes capturaram diversos prédios e tomaram oficiais como prisioneiros, mas os sargentos do Exército recusaram-se a aderir e a reação legalista foi liderada pelo Batalhão da Guarda Presidencial. A revolta foi apenas na capital federal, e as tentativas de divulgação foram sabotadas pelos funcionários de rádio coagidos pelos rebeldes. As comunicações telefônicas estavam cortadas pelos rebeldes, e movimentações militares ocorriam em toda a cidade. Houve combate na Esplanada dos Ministérios, com algumas baixas entre os rebeldes. Sem perspectivas, os focos acabaram baixando as armas.
O evento acelerou a crise política nacional e enfraqueceu o movimento dos sargentos, que perdeu apoio e foi reprimido. A esquerda demonstrou solidariedade aos sargentos, enquanto aumentou o temor do oficialato de que a instituição militar estava em desagregação. Consequentemente, os oficiais conspiradores expandiram as articulações que levariam ao golpe de Estado de 1964, enquanto os legalistas ficaram menos dispostos em defender o governo.

## Contexto
Nas eleições de 1962 sargentos concorreram pela Câmara Federal, Assembleias Legislativas e Câmaras de Vereadores. Antônio Garcia Filho tomou posse como deputado federal pela Guanabara, enquanto no Rio Grande do Sul e em São Paulo Aimoré Zoch Cavallero e Edgar Nogueira Borges foram barrados de assumir pelos tribunais.
Tais candidatos representavam “a classe” e “se não contavam com uma organicidade em termos de movimento, traziam quase sempre as mesmas reivindicações e um discurso relativamente homogêneo”. Eram parte de um movimento político das praças das Forças Armadas, mais especificamente dos sargentos. Tinham demandas internas -profissionais, disciplinares e quanto à desigualdade regulamentar com os oficiais, como no caso do casamento, difícil somente para as praças- e externas, apoiando reformas sociais e econômicas incluindo as reformas de base. Aproximavam-se assim do movimento sindical e outras forças populares e haviam participado da Campanha da Legalidade em 1961, garantindo a posse de João Goulart na presidência da República. Em 12 de abril de 1963, numa reunião com cerca de mil graduados, o subtenente Gelci Rodrigues Correa afirmou que a categoria não deveria defender a ordem existente, que "beneficia uns poucos privilegiados", e considerou "lançarem mão de seus instrumentos de trabalho... para exigir as reformas de base do governo federal". Amaury Kruel, Ministro da Guerra, ordenou sua prisão por 30 dias.
Uma das linhas da militância dos sargentos era com relação ao seu direito de disputar cargos políticos. A Constituição de 1946 era clara quanto à elegibilidade dos oficiais e inegibilidade das praças até a graduação de cabo, mas ambígua para as patentes dos graduados (sargentos, suboficiais e cabos). A elegibilidade dos sargentos cabia então à jurisprudência, que nos anos 50, quando tais candidaturas eram atos isolados, tinha decisões favoráveis. No início dos anos 60, as candidaturas formavam um movimento mas foram resistidas nos tribunais, desenvolvimento que os sargentos julgavam “político e não jurídico”.
Em 11 de Setembro de 1963 o Supremo Tribunal Federal fechou a questão da elegibilidade dos suboficiais, sargentos e cabos ao confirmar o impedimento do Tribunal Regional Eleitoral gaúcho à candidatura de Aimoré. Sargentos em Brasília acompanharam a notícia e, reunidos em uma república até as 22h00, decidiram pelo que definiram como “um ato de legítima defesa contra a cassação de um direito de cidadania dos sargentos, ao ser perdido um direito político”.

## Objetivos e forças
O líder da revolta era Antônio Prestes de Paula, 1º sargento e presidente do Clube dos Suboficiais, Subtenentes e Sargentos das Forças Armadas e Auxiliares do Brasil (CSSSFAA) e da Comissão de Defesa da Elegibilidade dos Sargentos (CODES). Além da Aeronáutica estendeu-se também à Marinha, com outra reunião na casa do 1º sargento fuzileiro naval José Medeiros Dantas. Os contatos chegavam ao Exército, mas “sem inspirar grande confiança”. Tentou-se sublevar os sargentos do Batalhão da Guarda Presidencial (BGP), sem sucesso, e estes mostraram-se leais e participaram da repressão. A esquerda no Exército era fraca e um esforço de docilização desde os anos 30 garantia a lealdade dos sargentos.
Politizados e imersos num contexto de radicalização, os sargentos lançaram mão de uma revolta armada para ocupar Brasília. Assim exporiam seu sentimento quanto à decisão do STF e seu poderio militar e político, possivelmente pressionando o Congresso a legislar em seu favor. Punições viriam, mas o precedente era que seriam apenas pelos regulamentos disciplinares.
Outra dimensão pouco conhecida do evento é a do embrião de uma insurreição popular, evidenciada por alguns comentários de Prestes e por um documento apreendido pelos legalistas e por eles denominado “Plano de Ação Subversiva”. Sem autoria — Prestes o atribuiu ao jornalista Deodato Riveira e vice-versa — o “Plano” não descreve a situação concreta da revolta de Brasília, mas uma reação a um golpe de direita por parte de um “Comando Militar Revolucionário” aliado aos “setores mais avançados do povo”, concretizando uma revolução. O conteúdo condiz com um referencial teórico de esquerda. Entretanto, afora um núcleo de não mais de 30 pessoas a notícia do levante foi completa surpresa. Por sua vez, os processos judiciais não abordaram o movimento como insurreição, mas apenas como motim e revolta por parte de sua liderança.
A ocupação era com armas e seu uso não veio a ser somente intimidatório e simbólico. Dos depósitos das bases foram tirados fuzis, submetralhadoras, metralhadoras .45 e outras armas pesadas, incluindo lança-rojões e “granadas energa”. Na Base Aérea foram improvisados 300 “coquetéis Molotov” e Prestes chegou a indagar sobre o uso dos aviões. Eram centenas de praças. Contra eles estava a guarnição do Exército de Brasília: o BGP, o Esquadrão de Reconhecimento Mecanizado e a Bateria Antiaérea. Contavam com carros de combate e estavam sob o coronel Raimundo Côrrea Neto, maior autoridade na ausência do comandante da 11ª Região Militar. Após a vitória legalista chegariam como reforços o 10º Batalhão de Caçadores, de Goiânia, e uma companhia de paraquedistas da Guanabara.

## A revolta

### Avanço pela cidade
À meia noite do dia 12 a sublevação partiu da Base Aérea de Brasília e do Grupamento de Fuzileiros Navais, na Área Alfa. Arsenais foram arrombados e cinco aviões postos fora de operação. Dois pelotões foram deixados na Base. Tropas da Aeronáutica e Marinha partiram para a ocupação das rodovias estratégicas, aeroporto civil, Serviço de Rádio-Patrulha do Departamento Federal de Segurança Pública (DFSP) e o Departamento de Telefones Urbanos e Interurbanos (DTUI), capturados de meia-noite a 03h30.
As radiopatrulhas e centros de comunicações eram necessários devido ao corte das linhas telefônicas, mas este acabou prejudicando tanto legalistas quanto rebelados. Quatro comunicados assinados pelo “Comando Militar Revolucionário de Brasília” foram preparados para a Estação Rádio do Serviço de Rotas de Brasília, anunciando a rebelião, declarando-a reação à decisão do STF e clamando por adesões no restante do país. Porém os operadores de rádio sabotaram a emissão, lançando ao ar somente dois, ainda com “Nota sob coação”. Segundo Prestes, o sargento responsável também enviou as mensagens ao Estado-Maior da Aeronáutica, enquanto um oficial relata que a transmissão foi em circuito-fechado, alcançando somente o Gabinete do Ministro.
Às 02:00 um grupo de fuzileiros navais sob o sargento Lair chegou ao Ministério da Marinha, onde aguardava o sargento Joel. O sargento Nias, comandante da guarda, deu seu apoio. Defesas foram montadas no Ministério, que recebeu armamento do GFN e reforços da Aeronáutica. O Ministério da Guerra foi onde os oficiais das três Forças centralizaram sua reação. O Ministério da Aeronáutica chegou a ser abordado por 150 rebeldes, mas não caiu devido à recusa da guarda.
Ao longo do conflito os rebeldes tomaram um número de presos, entre eles praças na Base Aérea e Ministério da Marinha que discordavam do movimento. Com seus piquetes e operações capturaram um número de oficiais, facilitados pela confusão causada pelo corte das linhas telefônicas. Um exemplo era o major Valdênio, comandante da Companhia de Polícia do Exército, preso no retorno do comboio ao BGP. O tratamento dado aos presos foi digno. Prestes pretendia usar os oficiais de reféns. Além deles, caíram nas mãos dos sargentos o deputado Clóvis Motta, presidente em exercício da Câmara dos Deputados, e o ministro do STF Victor Nunes Leal. Clóvis Motta foi solto pelo próprio Prestes. Victor Nunes foi detido por uma patrulha da FAB e chegou à Base Aérea às 10h00, sendo solto pelo sargento Edgar Alves Maia, que estava no comando.
Em meados da madrugada a revolta tinha sucesso em suas operações e “o BGP parecia ser apenas questão de tempo”. Mas dada a fraqueza de sua possível adesão, a pressão dos colegas da Marinha e Aeronáutica era necessária para efetuá-la. Após as 02h00 o sargento Dantas deixou o GFN com um ônibus de fuzileiros navais, unindo-se a várias viaturas da Base Aérea comandadas por Prestes. Eles seguiram ao BGP. Na estrada o sargento que faria ligação com o interior do quartel não foi encontrado, mas uma patrulha avistou as viaturas. O BGP montou sua defesa. Recuar seria a derrota da revolta, mas atacá-lo derramaria o sangue de colegas. Os sargentos preferiram recuar.

### Derrota

Tanques legalistas nas proximidades da Praça dos Três Poderes

Às 04h30, uma camioneta particular com oito revoltosos e alguns oficiais presos seguia do DFSP à Base Aérea quando o major Suzini, sentado ao lado do motorista, inesperadamente fez o veículo bater na parede lateral do Ministério da Fazenda, vizinho ao da Guerra. A guarda do Ministério da Guerra cercou o veículo, resgatou os oficiais e prendeu alguns rebeldes, com dois escapando. De 4h30 a 4h50 os legalistas nos Ministérios da Guerra e Aeronáutica — a guarda e um reforço do BGP —, que flanqueiam o Ministério da Marinha, travaram um tiroteio contra os rebeldes, que pediram reforços.
O ônibus que rumara ao BGP retornou ao GFN, onde foi decidido priorizar a defesa do Ministério da Marinha. Cerca de 30 praças e um lança-rojão embarcaram no veículo. Seguindo à Esplanada dos Ministérios e aproximando-se do destino às 05h50, a estrada foi bloqueada pelo capitão-de-fragata Aratanha, que com outros oficiais tentava convencer os ocupantes do Ministério a desistirem. Como os legalistas não poderiam admitir que o Ministério da Marinha fosse reforçado, Aratanha atirou com sua pistola no ônibus, que manobrou sobre o meio-fio e parou próximo à Catedral.
Seguiu-se mais uma fuzilaria. Dos fuzileiros navais, um morreu, atingido por uma rajada de metralhadora do Ministério da Aeronáutica, e 2 ou 3 ficaram feridos. Os ocupantes do ônibus tentaram avançar ao Ministério sob o fogo cruzado, mas nove foram presos perto da Catedral e outros sumiram no "cerrado" atrás. O armamento que tinham foi apreendido. Os últimos tiros foram trocados às 06h32. Com a aproximação de quatro tanques e um carro-choque ao Ministério da Marinha, seus ocupantes — 60 da FAB, 40 fuzileiros navais e 15 marinheiros — se renderam às 08h30.
Restavam o GFN e a Base Aérea. Prestes queria dos fuzileiros mais armas ou reforços para as pontes no caminho à Base, mas tal era a moral dos rebeldes que a ordem de prisão contra um tenente que casualmente entrou no Grupamento foi ignorada, e uma reunião anterior já decidira, não sem discordância, por buscar a rendição. As praças permaneciam armadas e receberam o apoio de deputados da Frente Parlamentar Nacionalista que compareceram à Base Aérea.
Avisados por deputados que tropas do Exército em trajes civis tentariam uma infiltração, os defensores do GFN passaram a verificar todo o tráfego. Como resultado, ao tentar passar o motorista de um jipe do DNER foi fuzilado dentro de seu veículo por um dos piquetes armados.
Às 11h30 o GFN rendeu-se aos oficiais. Os defensores da Base Aérea renderam-se até as 13h00 ao major Valdênio, ali preso, com a aproximação da coluna do Exército, uma companhia reforçada do BGP. Como o GFN é mais distante, a 4ª Companhia de Fuzileiros do BGP dirigiu-se para lá sem conhecimento da rendição, chegando às 15h00. Às 15h38 o Chefe do Gabinete do Ministro da Marinha comunicou ao Ministro Sylvio Motta, no Rio de Janeiro: “Todos os focos liquidados. Vitória legal.” Prestes foi encontrado e preso no dia seguinte.

## Efeitos

O Exército confisca as armas dos derrotados

Os rebeldes entregaram-se sem enfrentamento e seu aprisionamento foi efetuado sem maus tratos, apesar das ordens do Ministro da Marinha para uma repressão violenta. De Brasília foram transferidos aos navios-prisão “Raul Soares” e “Almirante Alexandrino”, na Baía da Guanabara, de onde depuseram a um inquérito policial-militar (IPM), da Marinha ou da Aeronáutica. Após o depoimento retornavam à sua guarnição para acompanhar o desenrolar do inquérito. Com a demora na tomada dos depoimentos, muitos passaram tempo nos navios. Denúncias na imprensa de más condições do cárcere não foram corroboradas no caso do “Raul Soares”, visitado por jornalistas cariocas. O julgamento levou à condenação a quatro anos de prisão para 19 sargentos.
Em Natal, praças da Polícia Militar do Rio Grande do Norte entraram em greve no dia 11. O evento evidencia o nível de agitação nessas patentes, mas não tem relação direta com os acontecimentos em Brasília. Estes tiveram repercussões visíveis nas Forças Armadas: quartéis de prontidão, deslocamentos de tropas, detenções de sargentos e a proibição de vôos sem ordem explícita do Ministro da Aeronáutica. A difusão da revolta no restante do país não atingiu o caráter armado, limitando-se a pequenos distúrbios, especialmente em Quitaúna. Em Minas Gerais, o general Olímpio Mourão Filho ponderou dar partida imediata à rebelião que tramava contra o governo.
No meio político a esquerda mostrou solidariedade aos sargentos, mas a causa da elegibilidade foi prejudicada. O próprio movimento dos sargentos ficou enfraquecido, sofrendo prisões, transferências e a perda de simpatia do público. Segundo Paulo Schilling, “antigo colaborador de Brizola”, o “dispositivo militar do brizolismo” foi desmantelado com a aprovação de Goulart e Assis Brasil. Assim buscavam apaziguar a oficialidade, mas o resultado foi a derrota no golpe de 1964. Apesar do declínio dos sargentos, o movimento dos subalternos continuou, tendo ao centro os marinheiros, deflagradores de outra revolta em março de 1964.
O governo de Goulart citou a revolta ocorrida em Brasília como justificativa para seu pedido de estado de sítio em outubro, que seria forma de combater a indisciplina militar. O pedido foi rechaçado no meio político e logo retirado. A sensação de que a instituição militar estava enfraquecendo afastou do movimento dos sargentos os oficiais anteriormente a ele favoráveis, diminuindo também a resistência que poderiam oferecer ao golpe em 1964. A oficialidade em geral afastou-se da defesa do governo legal ou mesmo aproximou-se de agir pela sua deposição, e assim as revoltas de Brasília em 1963 e da Guanabara em 1964 figuram entre os fatores que abriram o caminho para o golpe.

### Citações
1. ↑  Maciel 2013, pp. 68-70.
2. 1 2 3 4 5 6  CPDOC FGV 2001, REVOLTA DOS SARGENTOS.
3. ↑  Parucker 2006, p. 44.
4. ↑  Parucker 2006, p. 34.
5. 1 2  Zimmermann 2013, pp. 72-81.
6. ↑  Parucker 2006, pp. 55-58.
7. ↑  Parucker 2006, p. 107.
8. 1 2  Parucker 2006, pp. 103-109.
9. ↑  «Sargentos rebeldes tomam prédios no DF - Memorial da Democracia». Consultado em 18 de dezembro de 2020
10. 1 2  Parucker 2006, pp. 161-172.
11. ↑  Parucker 2006, pp. 122-123.
12. ↑  Parucker 2006, p. 143.
13. 1 2 3  Motta 2003, pp. 211-212, Tomo 7.
14. 1 2  Parucker 2006, pp. 109-131.
15. 1 2  Motta 2003, pp. 258-260, Tomo 15.
16. 1 2  Donato 1987, p. 233.
17. 1 2  Última Hora, 13/09/1963
18. ↑  Parucker 2006, pp. 143-148.
19. ↑  Parucker 2006, pp. 176-177.
20. ↑  Parucker 2006, pp. 131-139.
21. ↑  Pinto 2015, p. 109.
22. ↑  Parucker 2006, pp. 172-178.
23. ↑  Casela 2011, pp. 58-71.
24. ↑  Parucker 2006, pp. 149-150.
25. ↑  Parucker 2006, pp. 200-201.